# پیت تاونزند
پیت تاونزند (انگلیسی: Pete Townshend؛ زادهٔ ۱۹ مهٔ ۱۹۴۵) یک موسیقی‌دان، گيتاریست، ترانه‌سرا و نوازنده اهل بریتانیا است. وی از سال ۱۹۶۲ میلادی تاکنون مشغول فعالیت بوده‌است. شهرت وی بیشتر به سبب گروه نامدار راک انگلیسی د هو است. او به عنوان نوازنده گیتار و ترانه‌سرا اصلی این گروه شناخته می‌شود. این گروه یکی از تاثیرگذارترین گروه‌های موسیقی قرن بیستم به شمار می‌رود.

تاونزند ترانه‌سرای اصلی د هو بود و بیش از ۱۰۰ ترانه برای ۱۱ آلبوم این گروه در استودیو سرود. وی هم‌چنین حدود ۱۰۰ ترانه برای آلبوم‌های مستقل خودش سروده است. او علاوه بر گیتار، در اغلب آلبوم‌های مستقل خویش و آثار دیگران به عنوان نوازنده همکار سازهای بانجو، یوکللی، ماندولین، آکوردئون، سینتی‌سایزر، گیتار بیس را نیز اجرا کرده است. او نوازنده‌ای خودآموخته است و هیچ استادی نداشته است.